# Kiepert-Hyperbel

Kiepert-Hyperbel mit ausgezeichneten Punkten (Dreieckszentren)

Die Kiepert-Hyperbel eines Dreiecks, benannt nach Ludwig Kiepert, ist eine spezielle Hyperbel, die durch die drei Eckpunkte des Dreiecks und eine Reihe seiner ausgezeichneten Punkte verläuft.

## Definition

Ausgangsdreieck, Kiepert-Dreieck:, Perspektivitätszentrum, gleich große Basiswinkel (grün), Kiepert-Hyperbel (rot)

An den Seiten eines Dreiecks {\displaystyle \triangle ABC} werden drei ähnliche gleichschenklige Dreiecke {\displaystyle \triangle ABF}, {\displaystyle \triangle BCD} und {\displaystyle \triangle ACE} angefügt, und zwar jeweils mit einer Seite des gegebenen Dreiecks als Basis. Dann bilden die Spitzen der drei gleichschenkligen Dreiecke ein neues Dreieck {\displaystyle \triangle DEF}, das als Kiepert-Dreieck bezeichnet wird. Das Kiepert-Dreieck {\displaystyle \triangle DEF} und das Ausgangsdreieck {\displaystyle \triangle ABC} sind aufgrund des Satzes von Kiepert perspektivisch, das heißt, die Geraden {\displaystyle FC}, {\displaystyle AE} und {\displaystyle BD} schneiden sich in einem gemeinsamen Punkt {\displaystyle P}, dem Perspektivitätszentrum.
Die Kiepert-Hyperbel des Dreiecks {\displaystyle \triangle ABC} ist nun definiert als der geometrische Ort aller dieser Perspektivitätszentren, die man erhält, wenn man die Basiswinkel der ähnlichen Dreiecke alle Winkel zwischen {\displaystyle -90^{\circ }} und {\displaystyle 90^{\circ }} durchlaufen lässt.

## Bezeichnungen und Koordinaten
Der Basiswinkel {\displaystyle \phi } der angefügten gleichschenkligen Dreiecke wird positiv genommen, wenn diese nach außen gerichtet sind, andernfalls negativ. Das zugehörige Kiepert-Dreieck wird mit {\displaystyle {\mathcal {K}}_{\phi }} bezeichnet, das Perspektivitätszentrum mit {\displaystyle K_{\phi }}.
Die baryzentrischen Koordinaten von {\displaystyle K_{\phi }} sind
{\displaystyle \left({\frac {1}{S_{A}+S_{\phi }}}:{\frac {1}{S_{B}+S_{\phi }}}:{\frac {1}{S_{C}+S_{\phi }}}\right).}
Dabei werden die Abkürzungen {\displaystyle S_{A}={\tfrac {b^{2}+c^{2}-a^{2}}{2}}} ({\displaystyle S_{B},S_{C}} entsprechend) und {\displaystyle S_{\phi }=2\Delta \cot \phi } der Conway-Dreiecksnotation verwendet. {\displaystyle a,b,c} stehen für die Seitenlängen, {\displaystyle \Delta } für den Flächeninhalt des Dreiecks. 
Die Formel für die Kiepert-Hyperbel in baryzentrischen Koordinaten ist
{\displaystyle (b^{2}-c^{2})yz+(c^{2}-a^{2})xz+(a^{2}-b^{2})xy=0.\,}
Der Mittelpunkt der Kiepert-Hyperbel hat die baryzentrischen Koordinaten
{\displaystyle (b^{2}-c^{2})^{2}:(c^{2}-a^{2})^{2}:(a^{2}-b^{2})^{2},\,}
die Kimberling-Nummer X(115) und liegt auf dem Feuerbach-Kreis (Neun-Punkte-Kreis).

## Eigenschaften

Kiepert-Hyperbel

Bei der Kiepert-Hyperbel handelt sich um eine gleichseitige Hyperbel, die unter anderem durch folgende Punkte geht:
- die Ecken des gegebenen Dreiecks,[2]
- den Höhenschnittpunkt,[2]
- den Schwerpunkt,[2]
- den Spieker-Punkt,
- die beiden Napoleon-Punkte,
- die beiden Fermat-Punkte,[2]
- den Tarry-Punkt,
- den dritten Brocard-Punkt,[2]
- die beiden Vecten-Punkte.

Die Kiepert-Hyperbel ist isogonal konjugiert zur Brocard-Achse.